# جعبه خاک گربه

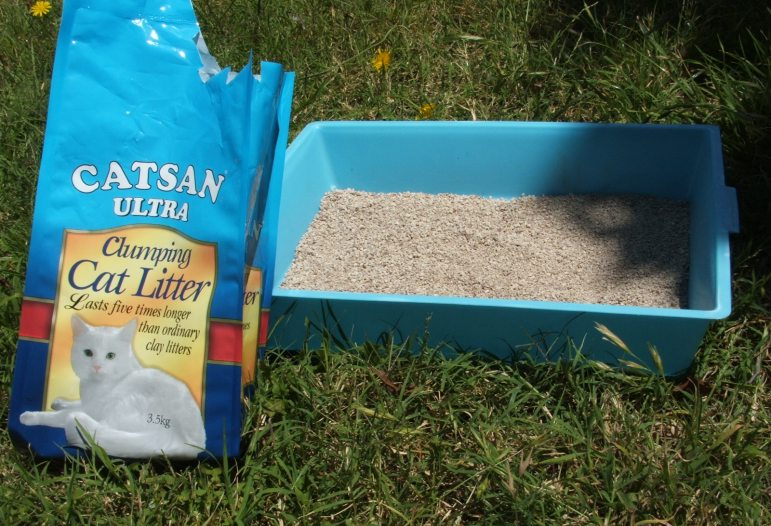
یک کیسه زباله و یک جعبهٔ خاک معمولی

جعبهٔ خاک که با نام‌های ظرف خاک یا توالت حیوانات خانگی نیز شناخته می‌شود، جعبه‌ای برای جمع‌آوری مدفوع و ادرار عمدتاً در گربه‌ها، همچنین خرگوش‌ها، راسوهای اهلی، سگ‌های کوچک و برخی دیگر از حیوانات خانگی است که به فضای بیرون از خانه دسترسی ندارند. این حیوانات به‌طور غریزی یا از طریق آموزش، از این جعبه‌ها استفاده می‌کنند. به‌طور متوسط، طول عمر گربه‌های داخل خانه ۱۶٫۸ سال است، در حالی که عمر گربه‌های بیرونی بسیار کوتاه‌تر و تنها ۵٫۶ سال است. بنابراین بسیاری از صاحبان این حیوانات ترجیح می‌دهند برای پیشگیری از خطرات بیرونی و فضای باز، شامل انواع آب و هوا، حیات وحش، ترافیک یا بیماری‌هایی مانند ویروس نقص ایمنی گربه، حیوان خود را در منزل نگهداری کنند.
در طبیعت، گربه‌ها به‌طور طبیعی، از خاک نرم یا شنی برای پوشاندن مدفوع و ادرار خود استفاده می‌کنند. برای تحریک این میل غریزی، کف یک جعبه خاک، معمولاً با ۵ سانتی‌متر یا کمی کم‌تر از خاک یا بستر گربه پر می‌شود. بسترها ماده‌ای نرم و دانه‌ای هستند که رطوبت و بوهایی مانند بوی آمونیاک را جذب می‌کنند. برخی از برندهای این بسترها، حاوی جوش شیرین برای جذب چنین بوهایی هستند و برخی صاحبان نیز به این منظور، یک لایه نازک از جوش شیرین در پایین جعبه، زیر بستر گربه می‌ریزند.
ظرف خاک گربه باید به‌طور مرتب تمیز شود و توصیه می‌شود که جعبه در مکان‌های کم‌تردد خانه مانند زیرزمین یا اتاق رختشویی نگهداری شود. انواع خاصی از بستر برای حذف یا کاهش بوی تولید شده، در بازار وجود دارد. این بسترها حاوی جوش شیرین، عصاره‌های گیاهی یا کریستال‌های بوگیر هستند. در برخی جعبه‌های خاک نیز، انواعی از فیلترها و مواد جاذب بو و خوشبو کننده‌های هوا تعبیه می‌شود.

## انواع بسترها
در ایالات متحده، بستر گربه یک صنعت ۲ میلیارد دلاری است و سالانه ۲ مگاتن رس به این منظور استخراج می‌شود.

### بسترهای معمولی غیر توده‌ای
اولین بستر تجاری گربه‌ها در آمریکا، Kitty Litter بود که در سال ۱۹۴۷ به بازار عرضه شد. این مورد، اولین استفاده در مقیاس بزرگ از خاک رس در بسترها بود و پیش از آن از ماسه استفاده می‌شد. بستر حاوی خاک رس، بسیار بیشتر از ماسه جاذب است و به صورت دانه‌های درشت یا توده‌های خاک رس تولید می‌شود. امروزه بستر گربه را می‌توان با قیمتی کاملاً اقتصادی تهیه کرد. بستر گربه غیر توده‌شونده اغلب از زئولیت، دیاتومیت و سپیولیت ساخته می‌شود.

### بسترهای توده شونده

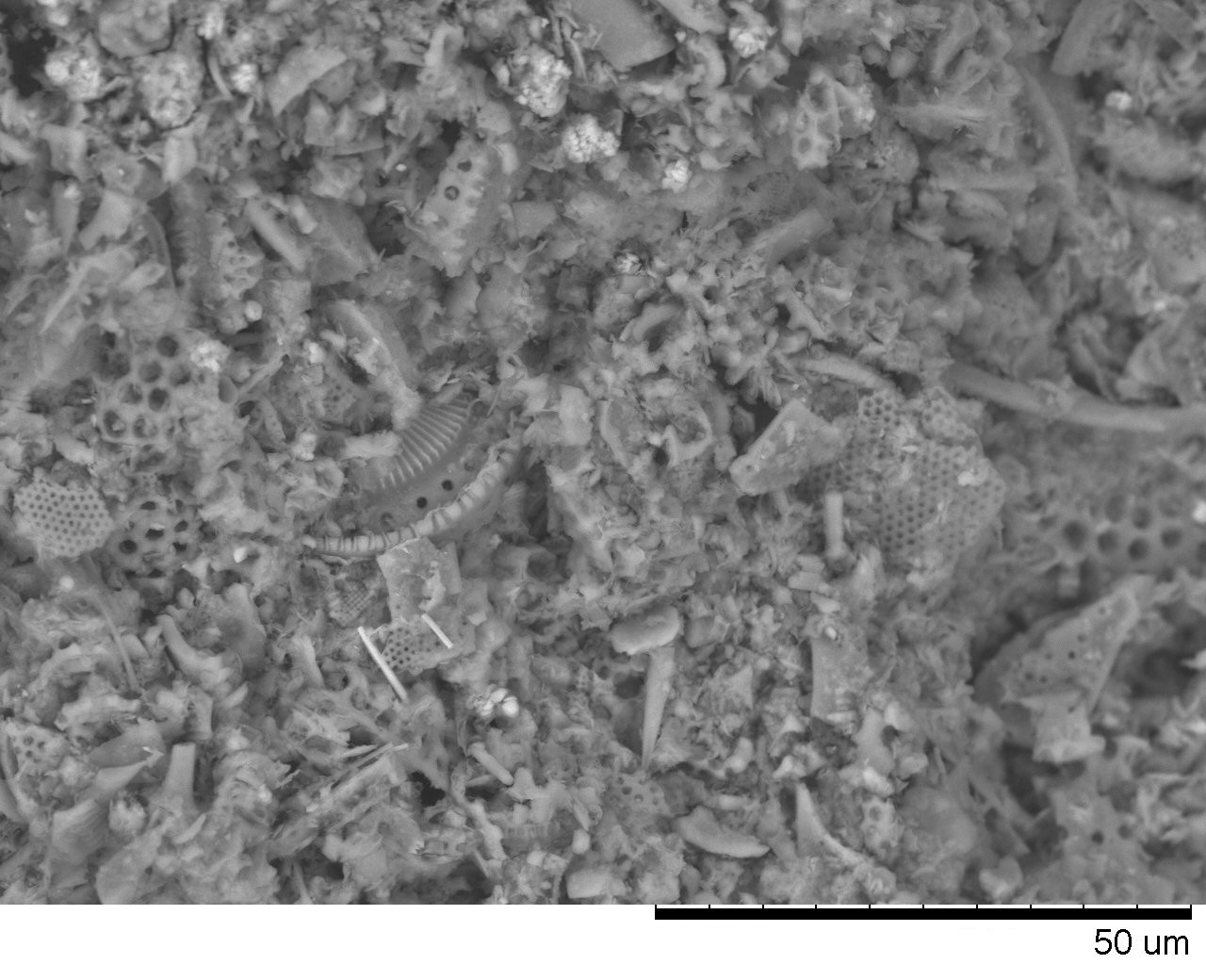
نمای نزدیک میکروسکوپی از بستر توده‌شونده که، بقایای فسیل شده دیاتومه‌ها را نشان می‌دهد

نخستین بسترهای توده‌شونده ابتدا با استفاده از خاک رس کلسیمی موسوم به بنتونیت در دهه ۱۹۵۰ در بریتانیا توسط اتحادیه زمین فولر (FEU) ساخته و تولید شدند. در آمریکا، بنتونیت توده‌شونده در سال ۱۹۸۴ توسط بیوشیمیدانی با نام توماس نلسون ساخته شد. این بسترها عموماً از خاک رس بنتونیتی دانه‌بندی‌شده ساخته شده‌اند که هنگام برخورد با رطوبت به هم چسبیده و یک توده جامد جدا از دیگر بستر در جعبه تشکیل می‌دهد. این ماده انباشته‌شده جامد را می‌توان بدون تعویض کل محتویات جعبه بیرون آورد و دور انداخت.
بسترهای نوده‌شونده، معمولاً حاوی کوارتز یا خاک یا سیلیس دیاتومه، زیرا ممکن است آن را مسدود کند.
بسترهای با منشأ رس از مواد موجود در طبیعت هستند. برخی از آن‌ها نیز ممکن است حاوی سیلیس کریستالی طبیعی یا گرد و غبار سیلیس باشند که در کالیفرنیا تحت گزاره ۶۵ به عنوان یک عامل سرطان‌زا شناخته می‌شود. تولیدکنندگان بسترهای حاوی رس توسط تولیدکنندگان بسترهای غیر رسی مورد انتقاد قرار هستند زیرا اجزای موجود در بسترهای خاک رس معمولاً از روش استخراج سطحی و در یک فرایند تخریب‌کنندهٔ محیط زیست به دست می‌آیند.
این نوع بستر می‌تواند برای راسوهای اهلی سمی باشد و منجر به مشکلات تنفسی و گوارشی شود.

### بسترهای زیست تجزیه‌پذیر
بسترهای زیست تجزیه‌پذیر از منابع مختلف گیاهی از جمله تکه‌های چوب کاج، روزنامه‌های باطله و بازیافتی، خاک‌اره کلوخه‌ای، کاساوای برزیلی، ذرت، گندم، گردو، جو، سویا و پوست پرتقال خشک ساخته می‌شوند.
هر ساله بیش از دو میلیون تُن خاک گربه معادل تقریباً ۱۰۰۰۰۰ کامیون، تنها در ایالات متحده به محل‌های دفن زباله می‌رود. برخی از صاحبان حیوانات خانگی بسترهای زیست تجزیه‌پذیر را به دلیل دوستی آن با محیط زیست ترجیح می‌دهند. بستر زیست تجزیه‌پذیر گربه را نیز می‌توان با کمپوست کردن ایمن بستر استفاده شده در خانه به‌طور کامل تجزیه کرده و به طبیعت بازگرداند. این بسترها به‌دلیل کاهش میزان گرد و غبار، جهت استفاده برای برخی از حیوانات خانگی، مبتلا به آسم یا حساسیت تنفسی، مناسب‌تر هستند.
بسترهای زیست تجزیه‌پذیر نسبت به بسترهای رسی سنتی گران‌تر هستند.

### بستر سیلیکا ژل

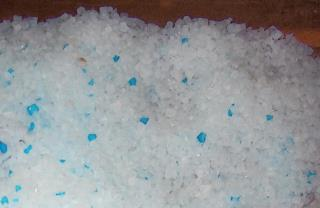
بستر «کریستال» سیلیس

بستر سیلیکاژل، که اغلب به عنوان بستر کریستال شناخته می‌شود، یک شکل دانه‌ای متخلخل از سیلیسیم دی‌اکسید است و دارای بالاترین میزان جذب و کنترل رطوبت و قادر به حذف کامل بو برای مدت زمان طولانی در مقایسه با بسترهای دیگر است.
گفته می‌شود که حدود ۱٫۸ تا ۲٫۳ کیلوگرم از این بستر می‌تواند مایع و بو را تا ۳۰ روز برای یک گربه سالم با وزن طبیعی جذب کند. در مقایسه، در همان دوره زمانی ممکن است نیاز به ۹٫۱ تا ۱۲٫۳ کیلوگرم بستر رسی باشد.

## انواع جعبه‌ها

### جعبه‌های خاک روباز
یک ظرف خاک باز معمولاً ابتدایی‌ترین و کم هزینه‌ترین نوع است و معمولاً از پلاستیک ساخته می‌شود. جعبه‌های باز، حداکثر تهویه را امکان‌پذیر می‌کنند که ممکن است راحتی گربه را افزایش دهد. با این حال، در این جعبه‌ها، فضولات به وضوح نشان داده شده و هیچ بویی حذف نمی‌شود. در این مدل ظرف‌ها احتمال ریزش بستر و ادرار و مدفوع به خارج از ظرف، وجود دارد.

### جعبه‌های خاک سرپوشیده

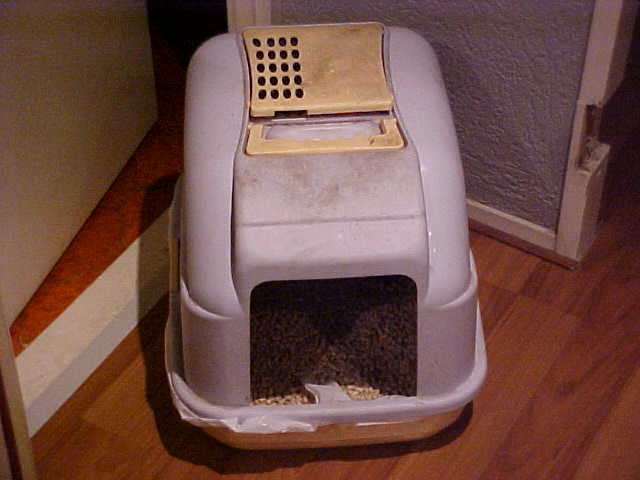
یک جعبهٔ خاک مسقف

انواعٌ جعبه‌های زباله سرپوشیده یا مسقف وجود دارد که معمولاً قابل دسترسی هستند و قیمت متوسطی دارند. بسیاری از آن‌ها از پلاستیک ساخته شده‌اند و دارای یک پوشاننده یا گنبد پلاستیکی هستند که ظرف و بستر را می‌پوشاند. حیوان خانگی از طریق یک دریچه وارد جعبه می‌شود که ممکن است کاملاً باز یا دارای یک در چرخان باشد. عدم ریزش ضایعات و خاک بستر، به خارج از جعبه و امکان کاهش بو با استفاده از فیلترهای کاهندهٔ بو از مزایای این جعبه‌ها هستند.

### جعبه‌های خاک ورودی از بالا
دریچه ورودی این جعبه‌ها در بالای جعبه تعبیه می‌شود و حیوان برای ورود باید به بالای جعبه برود. گربه‌هایی که از سلامت جسمانی خوبی برخوردارند، حتی بچه گربه‌ها، مشکلی برای دسترسی به این جعبه‌ها ندارند، اما این جعبه‌ها به‌طور کلی برای گربه‌های سالمند یا دارای محدودیت فیزیکی توصیه نمی‌شوند. از مزایای این جعبه‌ها این است که سایر حیوانات خانگی یا کودکان خردسال از محتویات جعبه، دور نگه داشته می‌شوند.

### جعبه‌های خاک خود تمیزشونده

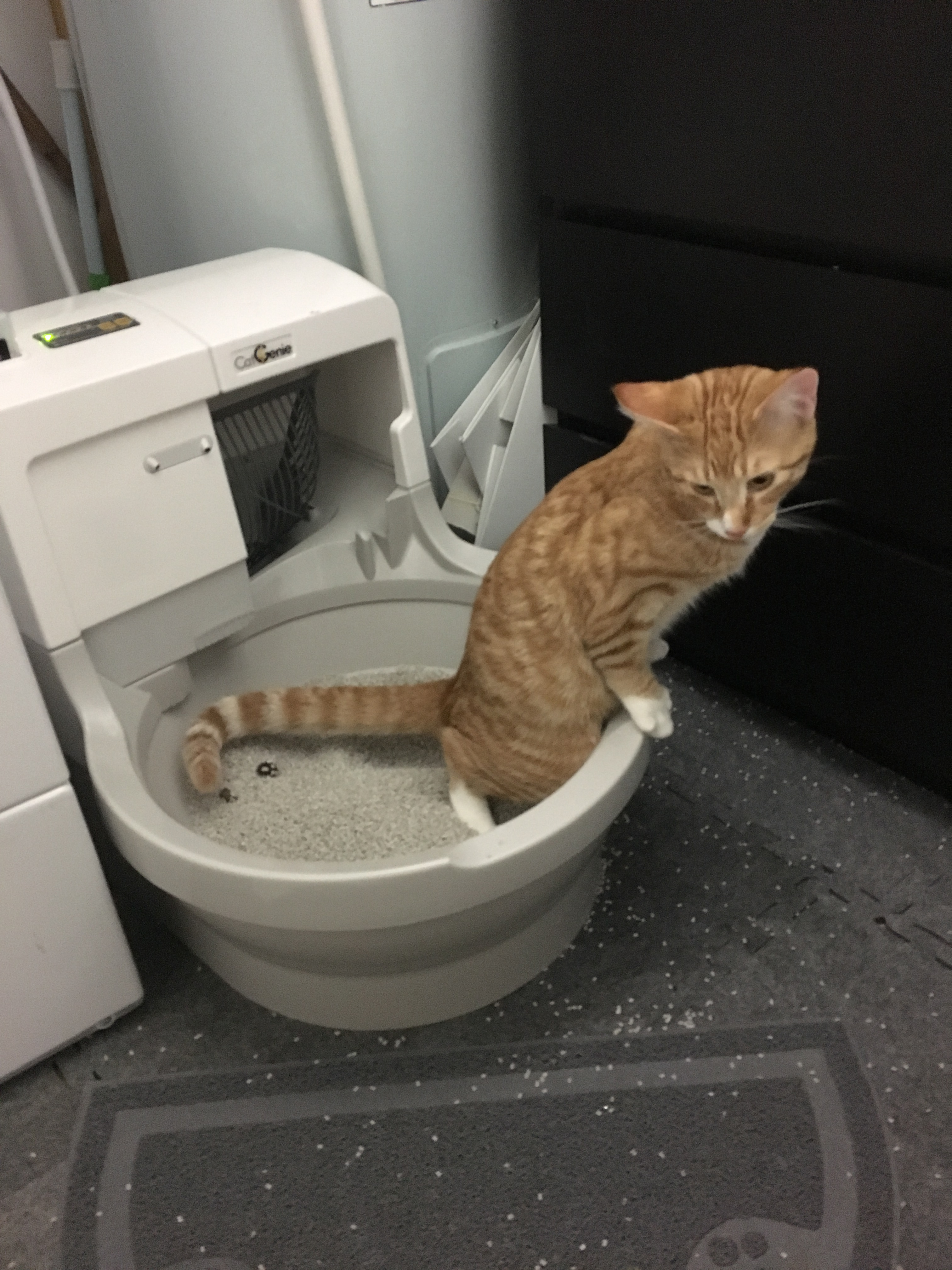
گربه ای که از یک جعبه زباله کاملاً لوله‌کشی خودکار با گرانول‌های پلاستیکی قابل استفاده مجدد استفاده می‌کند که دارای یک چرخه تمیز کردن است.

جعبه‌های زباله خود تمیز شونده از روش‌ها و فناوری‌هایی استفاده می‌کنند که فرایند تخلیه به‌طور خودکار انجام می‌شود.

### جعبه‌های خاک یکبار مصرف
این روش جدیدتر به دلیل راحتی، کنترل بو و توانایی استفاده در سفر، در بین صاحبان گربه محبوبیت بیشتری پیدا کرده‌است. این جعبه‌ها، یک‌بار مصرف هستند و به همین دلیل نیازی به تحمل دردسرهای تمیز کردن یا پر کردن مجدد بستر ندارند. برخی از جعبه‌های خاک یک‌بار مصرف ممکن است با یک کیسه زباله همراه باشند. پس از تکمیل ظرفیت، صاحبان به سادگی می‌توانند هم جعبهٔ خاک و هم محتویات آن را دور بریزند.

## جایگزین‌ها
به جای استفاده از جعبه خاک، می‌توان گربه‌ها و سگ‌ها را برای استفاده از توالت آموزش داد. انجام این کار به میزان قابل توجهی، ضایعات را کاهش می‌دهد، اما این کار، بر خلاف غریزهٔ گربه‌هاست و این روش می‌تواند برای گربه‌ها استرس‌زا باشد و گربه‌ها با کاهش دفع فضولات، دچار بیماری شوند.